# Escudo del Imperial College London
El escudo del Imperial College London es el escudo de armas oficial del Imperial College London, siendo además el escudo utilizado por otras instituciones derivadas de esta universidad. Fue concedido a la institución por Carta Real de Eduardo VII, el 6 de junio de 1906.

## Descripción

### Blasón
El blasón tiene la forma de un escudo español con punta, dividido en cinco espacios – dos en la parte superior, dos en el centro (en total cuatro rectángulos) y una en la parte inferior (la más ancha). Aparte de la franja inferior, el diseño del escudo se basa en su totalidad en el blasón cuartelado de los escudos de armas de los reyes británicos de la casa de Hannover.
Los cuarteles I y IV (superior izquierda e inferior derecha) contienen tres leones pasantes de color dorado sobre fondo gules, representando a Inglaterra. El segundo cuartel (arriba a la derecha) contiene un león rampante de color gules sobre fondo dorado enmarcado en una orla doble adornada con flores de lis, representando a Escocia. En tercer cuartel (abajo a la izquierda) contiene un arpa dorada sobre fondo azur, representando a Irlanda. Al frente del arpa aparece la figura femenina de un ángel, también dorada, cuyas alas extendidas conforman la parte superior del instrumento.
En la franja formada por el tercio inferior y la punta del escudo aparece un libro abierto por la mitad con tres correas de cierre a cada lado (figura común en los escudos universitarios) y tres hebillas, inscrito en letra mayúscula con la palabra latina SCIENTIA (en español, conocimiento científico), dividida en dos páginas.

### Divisa
Hasta 2020, el escudo del Imperial College incluía una divisa inscrita en forma de banda de pergamino debajo del blasón, la cual constaba del lema de la institución en latín – SCIENTIA IMPERII DECUS ET TUTAMEN (en español, Conocimiento científico, la gloria y salvaguardia del imperio).
A diferencia de otros escudos universitarios, el escudo asignado por decreto real ya incluía la divisa con el lema de la universidad. Eso significaba que la universidad podía optar por no mostrar la divisa, pero no podía cambiar la inscripción por decisión propia. Si quisiera cambiar la inscripción, debería peticionar la concesión de una nueva Carta Real por parte de la actual reina del Reino Unido, y con la aprobación del College of Arms (el Colegio de Armas en Londres). La mayoría de instituciones británicas no tiene este impedimento, y la totalidad de sus pares en Estados Unidos tampoco, ya que en su caso se trata de escudos adoptados y no concedidos.
El 5 de junio de 2020, debido a los acontecimientos en Estados Unidos relacionados con la comunidad afroamericana (la muerte de George Floyd y la popularización del movimiento Black Lives Matter), la universidad resolvió apartar el lema de su escudo oficial, ya que el mismo hace referencia a la época imperial, y por tanto a la esclavitud. Esta decisión ha coincidido con otras instituciones académicas, como la Escuela de Derecho Harvard, que en 2016 modificó parte de su histórico escudo por estar también asociado con la esclavitud. La decisión del Consejo de Administración del Imperial College fue criticada por parte de sus socios y alumnos, sobre todo por considerar que el propio nombre de la universidad hace alusión a la misma época imperial que su lema.

## Historia y usos
El escudo de armas del Imperial College le fue concedido por Carta Real el 6 de junio de 1908 por Eduardo VII, quien dispuso que se incorporaran los elementos de su blasón personal (compartidos por la dinastía de los Hannover), y por debajo un libro abierto que representara el conocimiento: 
| Cita original |  | Traducción |
| --- |  | --- |
| Per fesse in chief the Royal Arms of the United Kingdom of Great Britain and Ireland, in base or, an open book proper inscribed with the word "Scientia" |  | En su fachada las Armas Reales del Reino Unido de Gran Bretaña e Irlanda, en la base de oro, un libro abierto inscrito por dentro con la palabra «Scientia» |

Actualmente, el escudo es usado con fines ceremoniales y en un limitado número de actos oficiales, como también en la indumentaria y equipo de algunos clubs deportivos de la universidad o relacionados con ella. Aunque, como en el caso de otras universidades, su uso más común es en el timbre de todos los diplomas y certificados expedidos por la universidad.

## Galería

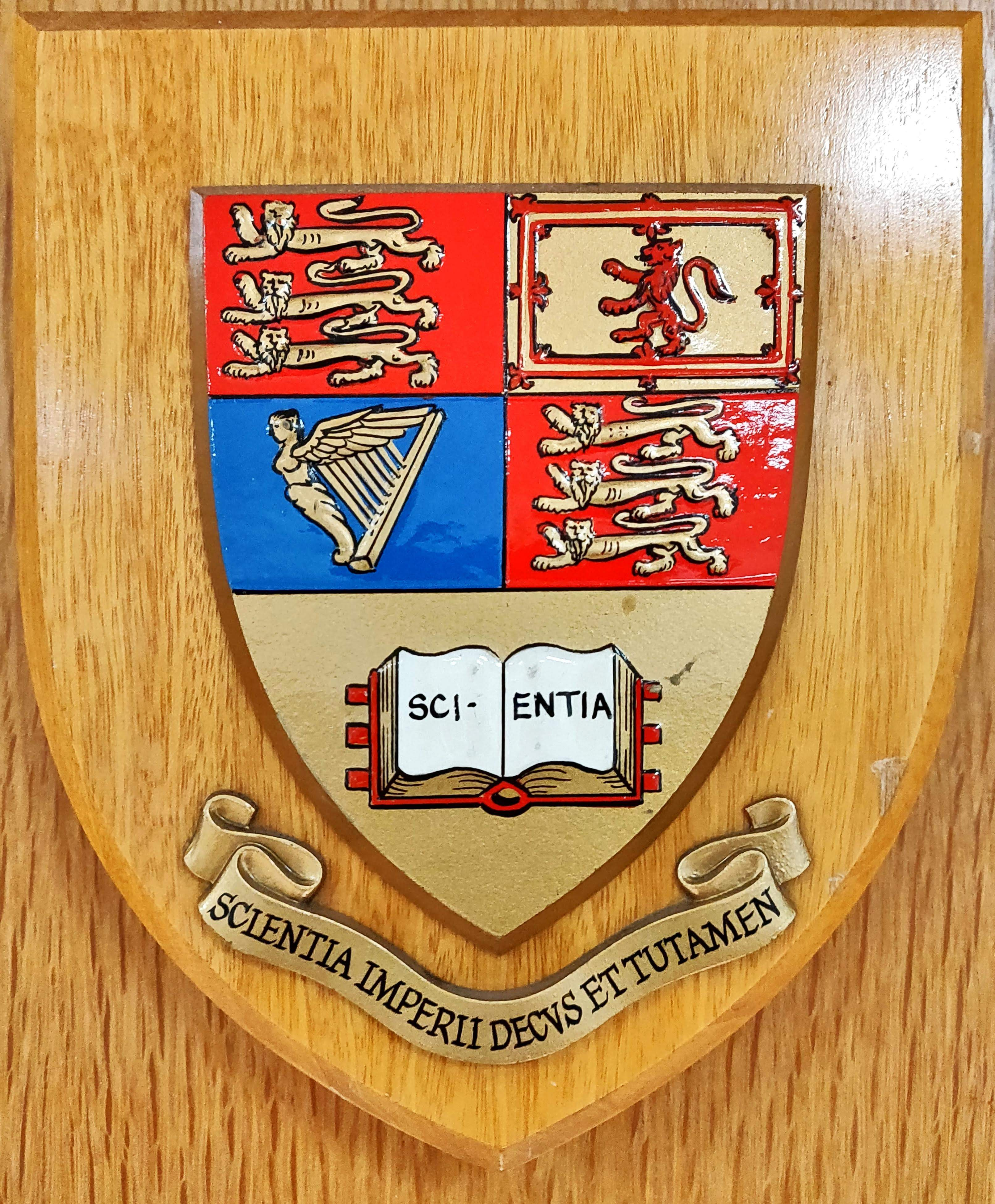
Una placa de madera con el escudo del Imperial College London
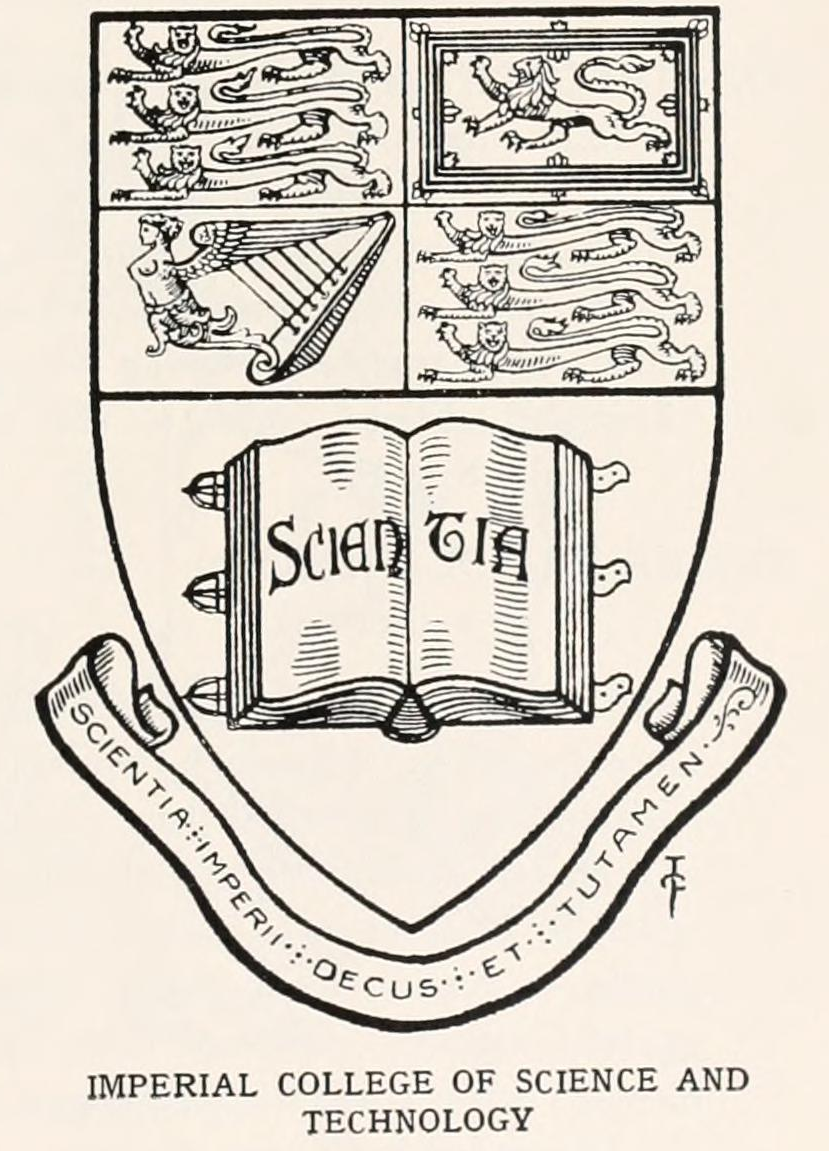
El escudo original incluido en el Libro de Armas Públicas (registro oficial del College of Arms)
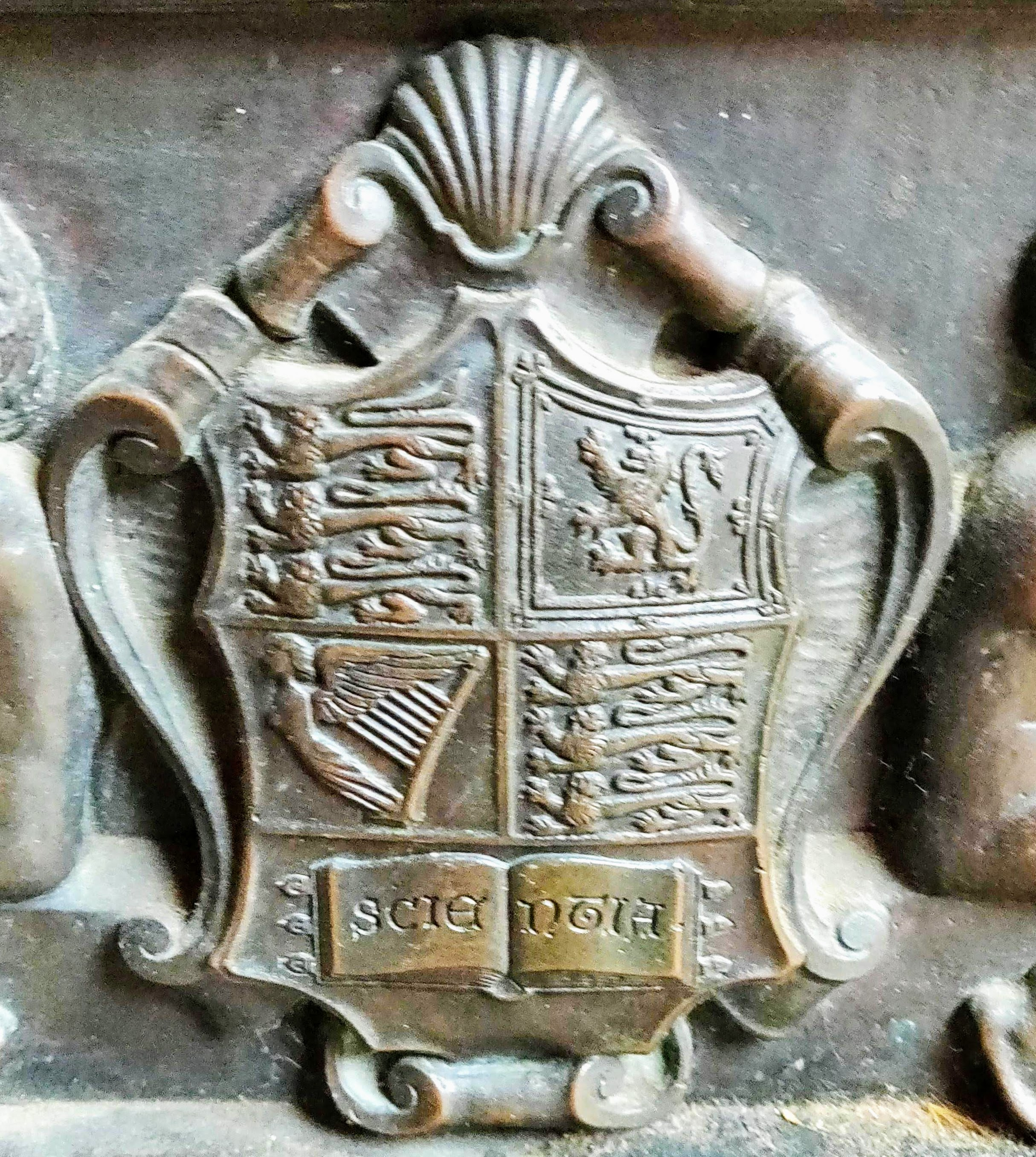
El escudo grabado en relieve en uno de los parques de la universidad
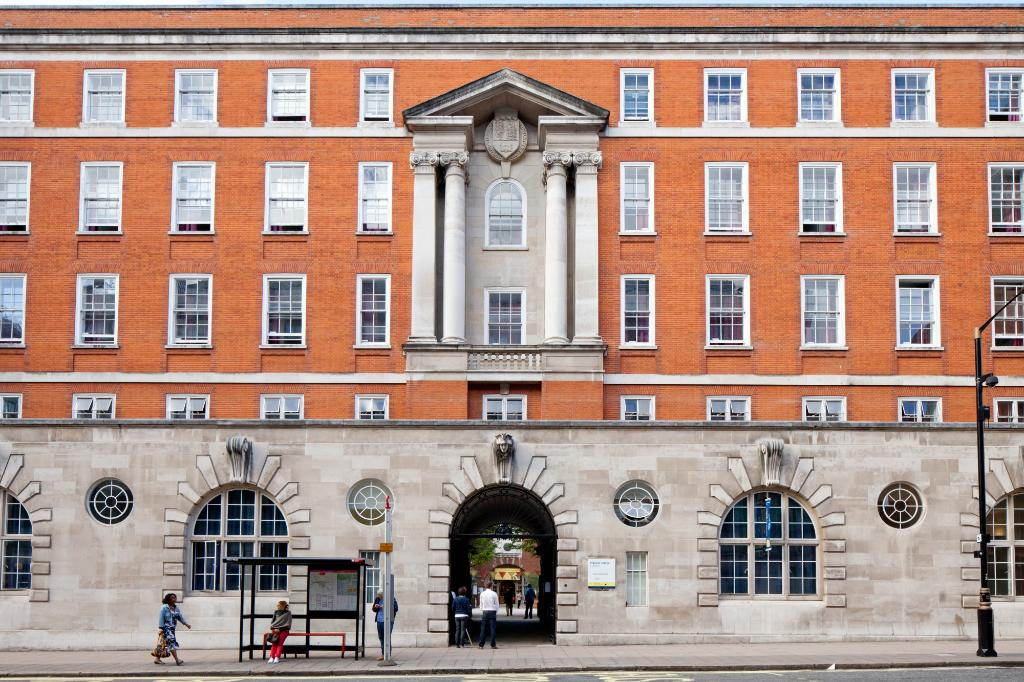
El escudo en la fachada del edificio Beit Hall
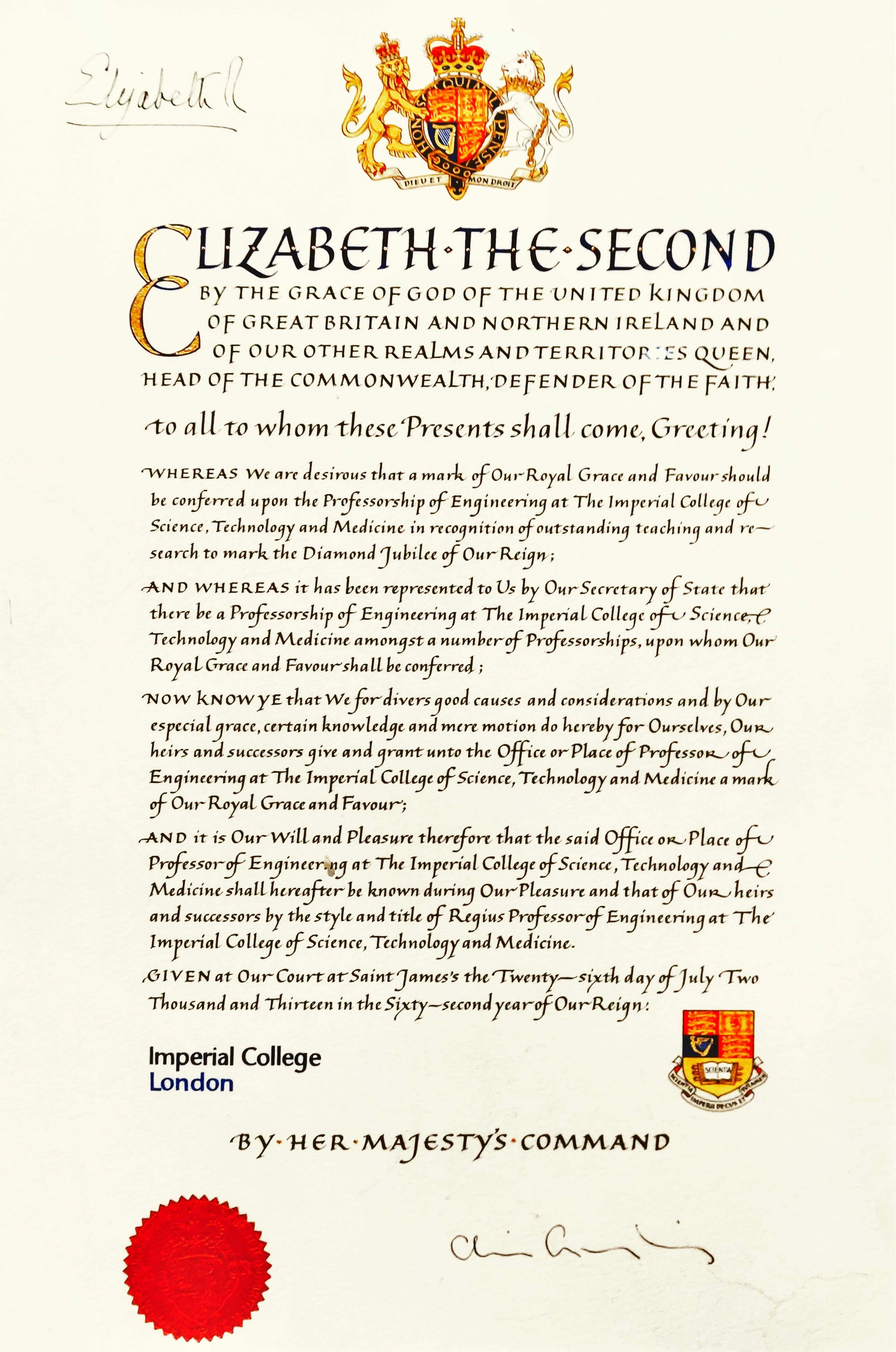
El escudo impreso en la Carta Real concedida al Profesorado de Ingeniería del Imperial College.